# Historia del Nottingham Forest Football Club
Para una visión general del club, véase Nottingham Forest Football Club.
El Nottingham Forest Football Club es un club inglés de la ciudad de Nottingham.
Fundado en el año 1865 el club fue un equipo ascensor, moviéndose entre la First Division y la Second Division, durante sus primeros 100 años de historia. En 1975 llegó al club Brian Clough y bajo su mando el Nottingham Forest protagonizó una de las grandes hazañas de la historia del fútbol. Ascendió a la First Division en 1977, fue campeón de liga en el 1978 y en 1979 y 1980 ganaron dos Copas de Europa. Tras la marcha de Clough en 1993 el Nottingham solo ha participado en 4 ocasiones en la Premier League, llegando a descender a la League One en 2005, donde permaneció tres temporadas.

## Fundación y primeros años
El Nottingham Forest Football Club fue fundado en el año 1865 por un grupo de jugadores de shinty (un juego muy popular en la época parecido al hockey. En una reunión en el Clinton Arms de la calle Shakespeare J.S.Scrimshaw, uno de los jugadores, propuso al grupo abandonar la práctica de ese deporte y practicar el fútbol. En esta reunión se acordó también que el color representativo del nuevo club que acababa de nacer sería el rojo, en honor a Giuseppe Garibaldi, líder de los camisas rojas y muy popular en Inglaterra en ese tiempo. El 22 de marzo de 1866 se disputó el primer partido oficial del Nottingham Forest ante sus rivales locales, el Notts County. Contrario a la creencia popular el apelativo Forest no proviene del bosque de Sherwood sino del Forest Recreation Ground, donde se jugaba al shinty y al fútbol.
En los años 70 el Notts Castle Club, otro club de la ciudad de Nottingham se disolvió y todos sus jugadores recalaron en el Forest, lo que supuso un gran impulso para el club.
En el año 1878 participa por primera vez en la FA Cup. En la primera ronda del torneo se enfrentan al Notts County, imponiéndose por 1-3. El Forest llegaría en el torneo de 1878/79 hasta semifinales donde fue eliminado por el Old Etonians quien a la postre sería el vencedor del torneo.

### La Football Aliance
En 1889, tras ser rechazado por la Football League, el Nottingham junto a otros conjuntos como el Newton Heath o The Wednesday fundaron la Football Aliance. En la primera temporada de esta nueva liga, la 1889/90 el Forest terminó en el puesto undécimo, en la 1890/91 finalizó quinto y en la 1891/92 se proclamó campeón. En 1892 la Football Aliance se disolvió y el Nottingham Forest, al haber sido el último campeón, fue admitido por la Football League para participar en la First Division

### La Football League
La campaña 1892/93 fue la primera del Nottingham en la First Division. El Forest fue décimo y Sandy Higgins el máximo goleador del equipo con 13 tantos, muy lejos de los 30 conseguidos por el delantero escocés del Sunderland AFC Johnny Campbell. Entre lo más reseñable de la temporada del Forest están sus dos victorias con el que hoy en día es su máximo rival, el Derby County, a quien se impuso por 2-3 en County Ground y por 1-0 en el Town Ground de Nottingham. La mayor afluencia de público se produjo el 25 de febrero de 1893 cuando 15.000 espectadores se congregaron para ver la victoria 3-1 sobre el Notts County.
Las siguientes temporadas del Nottingham Forest transcurrieron en la First Division, siempre en los puestos medios de la tabla.

### La FA Cup de 1898
En la campaña 1897/98 el Nottingham Forest terminó octavo en la liga, pero el gran éxito del Forest iba a llegar en la FA Cup. El Forest realizó un gran torneo, eliminó al Grimsby Town en primera ronda 4-0, al Gainsborough Trinity en segunda por idéntico resultado. En la siguiente ronda se deshizo del West Bromwich Albion por 2-3, alcanzando así las semifinales. 
En semifinales el sorteo le emparejó con el Southampton FC, que militaba en la Southern Football League, varias categorías por debajo del Forest. El partido se disputó el 19 de marzo de 1898 en el Bramall Lane de Sheffield a pesar de la petición del Southampton de cambiar el escenario del choque para facilitar el desplazamiento de su afición. A los 5 minutos de partido el Forest se adelantó con un gol de Len Benbow y Harry Haynes anotó para el Southampton, forzando el replay. El segundo partido se disputó en el Crystal Palace de Londres el 24 de marzo. El partido se disputó en medio de una tormenta de nieve, que obligó al árbitro John Lewis a detener el juego a falta de 10 minutos con el 0-0 en el marcador. Minutos después se reanudó el partido, aunque la nieve caía con más fuerza, y el Nottingham anotó dos goles que le dieron el pase a la final, en la que se enfrentaría al Derby County.

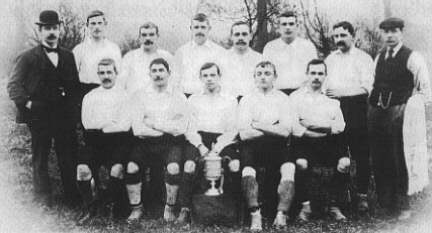
El Nottingham Forest con la FA Cup conquistada en 1898.

El 16 de abril se jugó la final en el Crystal Palace de Londres. El Derby County llegaba como gran favorito tras imponerse apenas 5 días antes en la última jornada de liga al Nottingham por 5-0. Su delantero Stephen Bloomer era una auténtica pesadilla para el Forest, había anotado 4 goles en los 2 partidos de liga. El partido se disputó ante más de 60.000 espectadores, ya que era el torneo más importante de la época. En el mintuo 19 se adelantó el Nottingham Forest con un gol de Arthur Capes, que igualó Steve Bloomer en el 31. A falta de 3 minutos para el descanso Capes anotó su segundo gol y el Forest se marchó a la caseta con ventaja. En el minuto 86 John McPherson anotó el definitivo 3-1, que consumó la sorpresa y el primer título para el Nottingham Forest.

## Primera mitad delsigloXX

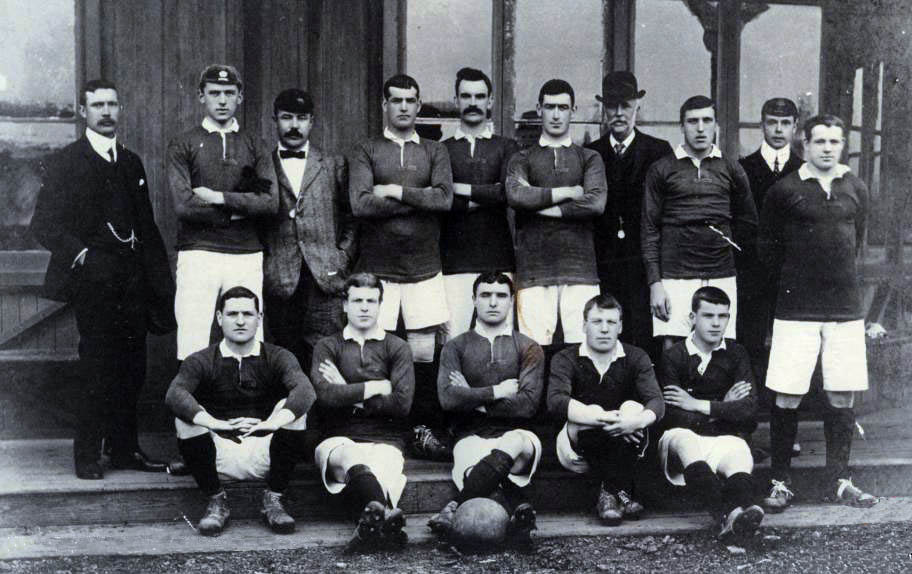
El Forest de gira en Sudamérica.

En los meses de junio y julio de 1905 el Nottingham Forest emprende un tour de promoción del fútbol por Argentina y Uruguay. En Sudamérica el Nottingham disputó 8 partidos, anotando 57 goles y encajando solo 3. En uno de los partidos disputados en Argentina, ante el Alumni AC, Arístides Langone presidente del CA Independiente quedó prendado con el juego del equipo y decidió adoptar el color rojo para el club de Avellaneda.
En el año 1905 la Football League decide ampliar la First Division a 20 equipos, por lo que los dos últimos bajarían a la Second Division. Tras una temporada 1905/06 muy mala el Nottingham Forest termina en el puesto decimonoveno empatado a 31 puntos con el Middlesbrough FC cuando a apenas una jornada del final de la liga se encontraba fuera del descenso y solo necesitaba un punto en Goodison Park ante un Everton que no se jugaba nada para salvar la categoría. El Forest perdió estrepitosamente por 4-1 y descendió a la Second Division.
En la temporada 1906/07 el Forest compite en la Second Division y consigue el ascenso como campeón con 60 puntos, tres más que el Chelsea FC quien también ascendió. En la 1907/08, la temporada de regreso a la First Division, el Nottingham termina como noveno y su delantero Enoch West fue máximo goleador con 28 tantos. Sin embargo dos años después, en la 1910/11, el Forest regresa a la Second Division. De nuevo en segunda el Nottingham pasa 6 temporadas en la parte baja de la tabla. En la 1921/22 regresa a la First Division, de nuevo como campeón. Solo está 3 años en la máxima categoría y regresa a la Second Division, donde el Nottingham permanecerá durante décadas penando por la parte baja de la tabla. En 1939 estalla la Segunda Guerra Mundial y todas las competiciones nacionales se paran hasta el año 1946.
Tras el fin de la Guerra el Nottingham Forest vuelve a competir en Second Division. Pese al clima de optimismo general de la posguerra, que llevó al Forest a registrar entradas de más de 30.000 espectadores, la situación no cambia y el club toca fondo en la 1948/49 cuando desciende a la Third Division South.

## Lento regreso a la élite
En la temporada 1950/51 el Nottingham Forest regresa a la Second Division como campeón de la Third Division tras una gran temporada en la que anotó 110 goles y consiguió victorias abultadas como ante el Gillingham FC por 9-2.
Tras varias temporadas rondando el ascenso (con la excepción de la 1954/55 en que solo se consiguió un pobre decimoquinto puesto) en la 1956/57 regresa a la máxima categoría del fútbol inglés con Jimmy Barrett como máxima estrella del conjunto. El Nottingham Forest asciende como segundo con solo un punto más que el Liverpool FC que fue tercero

### La FA Cup de 1959
En la temporada 1958/59 el Nottingham finalizó en mitad de la tabla, pero el gran éxito del club llegaría de nuevo en la FA Cup. Pese al mal inicio del Forest en esta competición, donde tuvo que recurrir al replay para eliminar al modesto Tooting & Mitcham United, el Nottingham fue deshaciéndose de sus rivales. El Grimsby Town, el Birmingham City, el Bolton Wanderers fueron cayendo uno a uno y el Nottingham llegó a semifinales del torneo por primera vez desde el año 1900.
La semifinal se jugó en el Hillsborough de Sheffield y el rival que deparó el sorteo fue el Aston Villa, que no estaba realizando una buena temporada y se encontraba en ese momento en puestos de descenso. El Nottingham Forest se impuso por 1-0 y accedió a la final, en la que se enfrentaría al Luton Town que había eliminado en su semifinal al Norwich City de la Second Division en el replay.
La final se disputó el 2 de mayo, con la liga ya finalizada. El partido se disputó en Wembley ante 100.000 espectadores. El Nottingham Forest se adelantó muy pronto en el partido con un gol de Roy Dwight en el minuto 10 y otro de Tommy Wilson en el 14. El partido estuvo marcado por las lesiones, Dwight tuvo que abandonar el partido en el minuto 33 al romperse la pierna en un choque con el irlandés Brendan McNally. Con el partido 10 contra 11 el Luton Town fue haciéndose con el control del choque, dominio que se tradujo en el 2-1 anotado por Dave Pacey en el minuto 66. A falta de 10 minutos para el final de partido Bill Whare se lesionó y tuvo que abandonar el partido, dejando al Nottingham con solo 9 jugadores. En los 4 minutos de prolongación el Luton Town estuvo cerca de empatar el encuentro. El Nottingham Forest conseguía de esta manera su segundo título de la FA Cup, el entrenador Billy Walker entró al campo para felicitar a sus jugadores y la policía trató de detenerlo al confundirlo con un espectador. En la grada la afición del Nottingham cantaba a modo de himno el tema musical de la serie The Adventures of Robin Hood, muy popular entonces en Inglaterra.
La victoria en la FA Cup permitió al Forest participar por primera vez en su historia en la Charity Shield que se disputó por primera vez antes del inicio de la temporada y no durante como se hacía hasta entonces. A partido único el Nottingham se enfrentó al Wolverhampton Wanderers, campeón de la First Division el año anterior, en el Molineux Stadium. El equipo local se llevó el trofeo por 3-1.

## Debut en Europa y descenso
En el año 1960, después de 21 años, Billy Walker deja el banquillo del Nottingham Forest. Es reemplazado por Andy Beattie, quien estaría apenas tres años en el puesto.
En 1961 el Nottingham debuta en competición europea, en la Copa de Ferias 1961/62, ante el Valencia CF en Mestalla con una derrota por 2-0. En el partido de vuelta vuelve a ganar el Valencia por un contundente 1-5. William Cobb anotó el primer gol de la historia del Forest en Europa.
Bajo el mando de Johnny Carey el Nottingham Forest consigue su mejor puesto en liga hasta entonces, terminando la temporada 1966/67 como subcampeón a 4 puntos del Manchester United de Matt Busby. Con Ian Storey-Moore y Joe Baker como grandes estiletes ofensivos (anotaron 21 y 16 goles respectivamente) el Forest hizo soñar a sus aficionados con la posibilidad de conseguir un doblete, el City Ground registró las mejores entradas de su historia. Finalmente el Tottenham Hotspur apeó al Nottingham en semifinales de la FA Cup y los Busby Boys se hicieron con el título de liga.
La gran campaña 1966/67 no tuvo continuidad los años siguientes, en la Copa de Ferias 1967/68 consiguió eliminar al Eintracht Frankfurt en la primera ronda por un global de 5-0, siendo eliminado en la segunda ronda por el FC Zürich. El Nottingham Forest fue cayendo año a año en la tabla hasta que en la temporada 1971/72 el Forest regresó a la Second Division. En la Second Division el Nottingham penó varias temporadas por los puestos medios-bajos de la tabla, hasta que el 3 de enero de 1975, tras perder por 2-0 con el Notts County el entrenador Allan Brown fue despedido. Su sustituto, Brian Clough, cambiaría para siempre la historia del modesto club inglés.

## El Nottingham Forest de Brian Clough

### El ascenso de 1977
Brian Clough llegaba a un Nottingham Forest que andaba decimotercero en la liga. Debutó en el banquillo el 8 de enero de 1975 en el partido de replay de FA Cup ante el Tottenham Hotspur. Gracias a un gol de Neil Martin el Forest eliminó al equipo londinense y avanzó a la siguiente ronda, donde cayó ante el Fulham FC después de jugar 3 replays. Ese año el Forest fichó a John O'Hare y a John McGovern, quienes serían claves en los éxitos posteriores del club, y volvió a convocar a Martin O'Neill y John Robertson quienes estaban enfrentados al anterior entrenador. El Nottingham terminó la campaña en el puesto decimosexto Para la siguiente temporada se fichó a Frank Clark del Newcastle United. El Nottingham Forest terminó la temporada octavo
En el verano de 1976 llegó otro fichaje que sería clave, Peter Taylor, quien había sido el segundo entrenador de Clough en el Derby County y que ese año había conseguido el ascenso a segunda con el Brighton & Hove Albion. Juntos, Clough y Taylor, consiguieron el ascenso a la First Division en la última jornada con una victoria 1-2 en Plymouth, superando en 1 punto al Bolton Wanderers, a 3 puntos del Chelsea FC y a 5 del Wolverhampton Wanderers.

### El doblete de 1978
Para el regreso a la élite el Nottingham Forest fichó entre otros a Colin Barrett, Kenny Burns o Larry Lloyd. Comenzó la temporada 1977/78 con una victoria 1-3 en Goodison Park. Con apenas un mes de competición llegó desde el Stoke City el portero Peter Shilton, quien debutó como titular el 17 de septiembre contra el Aston Villa y no abandonó la portería en toda la temporada. Contra todo pronóstico el Forest se situó en los primeros puestos de la tabla muy pronto y alcanzó el liderato en la jornada 9 tras derrotar 4-0 al Ipswich Town. Esa temporada solo tres equipos pudieron derrotar al Nottingham Forest, el Arsenal FC, el Leeds United y el Chelsea FC. 
Durante la temporada el Nottingham realizó también una gran League Cup, eliminando a West Ham United, Notts County, Aston Villa, Bury FC y en semifinales al Leeds United teniendo que recurrir al replay. En la final, el 18 de marzo en Wembley, esperaba el Liverpool FC, campeón de liga el año anterior. El partido finalizó con empate a 0 y hubo que recurrir a un replay, en Old Trafford, para conocer el campeón. Gracias a un gol de penalti de John Robertson el Nottingham Forest se hacía con la League Cup, consiguiendo su primer trofeo en décadas.
El 15 de abril de 1979, ante 38.662 personas, el Forest se proclamaba virtual campeón de la First Division al ceder un empate ante el Leeds. La victoria sobre el Queens Park Rangers y el empaten en casa del Coventry City aseguraron el título. El Nottingham Forest se coronoba también campeón de Inglaterra por primera vez en su historia. En apenas un año el Forest había pasado de la segunda división a reinar en Inglaterra para el asombro de todos y participaría en la Copa de Europa del año siguiente.

### La Copa de Europa de 1979
La temporada 1978/79 comenzaba con el partido de la Charity Shield ante el campeón de la FA Cup del año anterior, el Ipswich Town. En un gran partido el Forest consiguió el primer título de la temporada imponiéndose por 5-0 en Wembley.
El 13 de septiembre el Nottingham Forest debutaba en la Copa de Europa. El rival era el Liverpool FC, campeón de las dos ediciones anteriores y a quien el Forest había arrebatado el año anterior los títulos de liga y League Cup. El favorito, era obvio, era el equipo de Liverpool pero en un gran partido en el City Ground el Nottingham se impuso por 2-0 a su rival. El partido de vuelta en Anfield deparó un empate a 0 y la eliminación del campeón para sorpresa de todo el mundo. Mientras, en la liga, el equipo realizaba otra gran campaña. No tan buena como la anterior, ya que la competición europea le distraía de la doméstica. Se mantuvo invicto hasta la jornada 19, cuando el Liverpool se vengó de la eliminación en Europa con una victoria 2-0 sobre los hombres de Clough. Por entonces el Forest ya estaba en los cuartos de final de la Copa de Europa al haber eliminado al AEK FC griego.
En febrero de 1979 Brian Clough hizo una oferta al Birmingham City de £1.000.000 por su delantero Trevor Francis. Nunca antes un jugador había sido traspasado entre dos clubes ingleses por esa cantidad de dinero. Tras su fichaje, Brian Clough aseguró que el coste de la operación había sido de £999.999 para que al jugador no se le subiera a la cabeza, pero con los impuestos el traspaso superó el millón de libras. La UEFA estipuló que Francis no podría jugar con otro equipo en competición europea hasta que pasaran tres meses.
En la League Cup el equipo defendía el título ganado el año anterior y estaba ya en cuartos después de eliminar al Everton FC. Tras eliminar al Brighton & Hove Albion y al Watford FC de la Third Division en semifinales el Nottingham defendería su corona en la final ante el Southampton FC. Antes, el 7 de marzo de 1979, encarriló los cuartos de la Copa de Europa con una victoria 4-1 sobre el Grasshopper suizo. El 17 de marzo se jugó la final de la League Cup, el Southampton era un equipo recién ascendido pero no le puso las cosas nada fáciles al Nottingham. Se adelantaron los Saints con un gol en el mintuo 16 de David Peach, resultado con el que terminó la primera parte. En la segunda el Nottingham le dio la vuelta al partido con dos goles de Garry Birtles y otro de Tony Woodcock. El Southampton recortó diferencias con un gol de Nick Holmes a falta de 2 minutos para el final. El Nottingham conseguía así un nuevo título de League Cup, el segundo en su historia.
En las semifinales de Copa de Europa el Nottingham Forest se iba a enfrentar al FC Köln de Alemania. El partido disputado en el City Ground terminó con empate a 3 goles, lo que dejaba la eliminatoria muy abierta. Todo se decidiría en Colonia. El 25 de abril y ante 60.000 alemanes el Forest consigueía un 0-1 gracias a un gol de Ian Bowyer en la segunda parte y a una firme defensa. El modesto Nottingham se clasificaba por primera vez para la final de la Copa de Europa, el rival sería el sueco Malmö FF, que había eliminado al Austria Wien en la otra semifinal. Mientras tanto en liga el Nottingham consiguió el subcampeonato, a 8 puntos del Liverpool que fue el campeón.
El 30 de mayo de 1979, en el Olympiastadion de Múnich, se disputó la gran final de la Copa de Europa. El estadio registró una buena entrada pero estuvo lejos del lleno, ya que no eran dos equipos de mucho nombre en Europa. En las gradas los aficionados ingleses superaban en número a los suecos. El Malmö FF llegaba a la final mermado por las bajas de sus dos mejores defensas, Bo Larsson y Roy Andersson, y de su capitán Staffan Tapper. El Nottingham Forest por su parte llegaba con todos sus efectivos, incluido Trevor Francis, quien ya podía jugar en Europa con el Forest. El partido fue muy aburrido, con los suecos encerrados atrás y el Nottingham intentando encontrar un hueco en la defensa del Malmö. Corría el minuto 46 de la primera parte cuando una internada por la banda izquierda de John Robertson terminó en un centro que Francis, el hombre del millón de libras, remataba de cabeza al fondo de la portería. El Nottingham acariciaba la corona europea. En la segunda parte el Forest tuvo varias ocasiones para incrementar su victoria, pero Robertson y Birtles fallaron las ocasiones más claras. El Nottingham Forest se proclamaba por primera vez campeón de Europa. El presidente de la UEFA Artemio Franchi entregó el trofeo al capitán John McGovern. En Nottingham se desató la locura, miles de personas esperaron a los campeones en la ciudad y acompañaron al autobús del equipo.

### La Copa de Europa de 1980
Como campeón de Europa el Nottingham Forest tenía derecho a jugar la Copa Intercontinental ante el Club Olimpia, campeón de la Copa Libertadores. La Intercontinental tenía muy poco interés para los equipos europeos y preocupaba la seguridad de sus jugadores en los partidos disputados en Sudamérica; casi todos los campeones de los 70 habían renunciado a participar. El Forest también renunció a participar y fue sustituido por el Malmö. 
El Nottingham comenzó bien la liga, llegando a situarse líder tras la jornada 10, y en Copa de Europa se deshizo del Östers IF y del FC Argeş Piteşti en las dos primeras rondas. En League Cup también estaba haciendo una buena temporada, pasando todas las rondas. El 30 de enero de 1980 el Nottingham se enfrentaba en el City Ground al FC Barcelona, campeón el año anterior de la Recopa de Europa, en el partido de ida de la Supercopa de Europa. Un gol de Charlie George en el minuto 9 de la primera parte puso al Forest en ventaja en la eliminatoria. La vuelta se jugó una semana después en el Camp Nou. Un gol de penalti de Roberto Dinamite en la primera parte igualó la eliminatoria, pero Kenny Burns hizo en la segunda el gol del empate. El Forest se adjudicaba también la Supercopa de Europa.
El 15 de marzo jugaba el Forest su tercera final consecutiva de la League Cup tras haber apeado al Liverpool FC en semifinales. El rival era el Wolverhampton Wanderers. Un gol de Andy Gray para los Wolves en la segunda mitad dio el triunfo al equipo amarillo para sorpresa de muchos. Una semana después de la derrota en la final el Forest derrotaba 1-3 al BFC Dynamo y accedía de nuevo a semifinales. El 9 de abril el Nottingham vencía al AFC Ajax por 2-0 en un gran partido de los hombres de Clough que pudieron vencer incluso por una diferencia mayor. En la vuelta el Forest planteó un partido defensivo y logró el pase pese a perder por 1-0. La final se disuptaría el 28 de mayo en el Santiago Bernabéu y el final sería el Hamburger SV que había eliminado al Real Madrid en la otra eliminatoria tras remontar el partido de ida con un 5-1. El Nottingham terminó la temporada 1979/80 en liga con un quinto puesto, a 12 puntos del campeón.
Para la final en Madrid el Nottingham Forest tenía la baja de Francis. Era la edición nº25 de la Copa de Europa y la final se presentaba igualada, quizás con el Hamburgo del inglés Kevin Keegan como favoritos. El partido lo dominó el Hamburgo, pero Robertson adelantó al Forest en el minuto 20 con un disparo que se coló entre Buljan y Nogly para introducirse en la portería de Kargus. Tras el gol el Hamburgo siguió controlando el partido y el Nottingham llevaba peligro a la contra. Peter Shilton realizó un gran partido y fue, junto a Robertson, el mejor de la final. El Nottingham Forest se convertía así en el único equipo de Europa que tenía en sus vitrinas más Copas de Europa que ligas de su país.

### La década de los 80
En la temporada 1980/81 el Nottingham Forest cayó de manera sorprendente en primera ronda de la Copa de Europa contra el PFC CSKA Sofia. En liga terminó fuera de puestos europeos y cayó en las primeras rondas de las competiciones coperas. Por primera vez el Forest disputó la Copa Intercontinental de 1980, que se jugó por primera vez a partido único en Tokio, Japón. El Club Nacional de Uruguay se proclamó campeón del mundo por 1-0 gracias al tempranero gol de Waldemar Victorino. También participó en la Supercopa de Europa de 1980, ante el Valencia CF. Pese a la victoria por 2-1 en el City Ground los de Mestalla le dieron la vuelta al torneo en Valencia ganando 1-0.
El Forest volvió a Europa para participar en la Copa de la UEFA 1983-84. El Nottingham cayó en semifinales ante el RSC Anderlecht en medio de una gran polémica por un gol anulado en la ida y más tarde se supo que el presidente del club belga había comprado al árbitro con £27,000. 
En 1984 debuta con el Forest Nigel Clough, hijo de Brian Clough, y que se convertiría en uno de los máximos goleadores de la historia del Nottingham.
En 1989 el Nottingham Forest vuelve a levantar dos trofeos, la Full Members Cup ante el Everton FC y la Football League Cup ante el Luton Town. También llegó a semifinales de la FA Cup, donde cayó ante el Liverpool FC tras la Tragedia de Hillsborough. En 1990 el Forest revalidó su título de League Cup al ganar 1-0 al Oldham Athletic en la final.
En 1991 el Nottingham Forest alcanzó la final de la FA Cup, donde se enfrentó al Tottenham Hotspur cayendo por 2-1. En 1992 llegó a la final de la League Cup que el Forest perdió 1-0 ante el Manchester United. Sí que ganó la final de la Full Members Cup ante el Southampton FC en la última edición de esta competición.

### Descenso y adiós

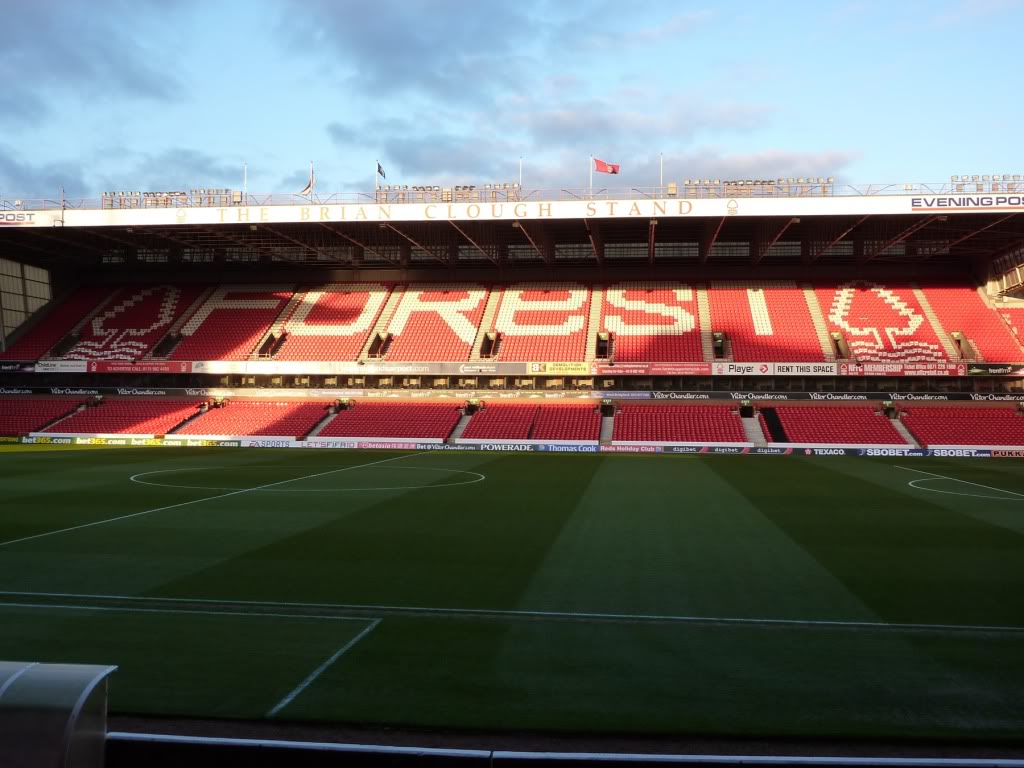
The Brian Clough Stand.

En 1992 se crea la Premier League y el Forest es uno de los clubes que participan en su primera edición. Clough sufría ya un avanzado grado de alcoholismo, que sufría desde dos décadas atrás. Se vendieron a jugadores importantes del equipo como Teddy Sheringham o Des Walker y el equipo fue colista durante toda la temporada. Tras 16 años en la máxima categoría, el 1 de mayo de 1993 el Nottingham Forest descendía de categoría al perder por 0-2 ante el Sheffield United. 
Brian Clough anunció tras el descenso que dejaba el equipo. Había estado 18 años en el Nottingham Forest, ganando 9 títulos y llevando a un club modesto para los estándares ingleses en los años 70 a ser campeón de Europa. Tras su marcha el club bautizó la mayor grada del City Ground con su nombre. Su sustituto fue Frank Clark, quien ya había sido jugador del Forest en los 70 y que entrenaba al Leyton Orient hasta ese momento.

## La era post-Clough
El Nottingham Forest de Frank Clark volvió a la Premier League tras solo un año en Segunda al quedar subcampeones de la categoría. En la 1994/95 el Nottingham realizó una gran campaña quedando tercero, clasificándose para la Copa de la UEFA.
La Copa de la UEFA 1995-96 fue la primera vez que los clubes ingleses participaban en competiciones europeas tras la Tragedia de Heysel. El Nottingham Forest llegó a hasta cuartos de final, siendo el mejor equipo inglés de la competición, donde cayó ante el Bayern de Múnich. En la ida, en Alemania, el Bayern ganó por solo 2-1 y la vuelta en el City Ground se presentaba apasionante, en el estadio había el ambiente de las grandes noches europeas. Pero el Nottingham Forest perdió por un estrepitoso 1-5 en un partido que supuso el punto final a la época dorada del club. Al año siguiente el Nottingham acabó la campaña noveno y en la 1996/97 descendió de nuevo a segunda, durante la temporada Clark abandonó su puesto como entrenador, siendo reemplazado de manera interina por Stuart Pearce.

## En busca de la gloria perdida
Con Dave Bassett en el banquillo el Nottingham Forest se hizo con el campeonato de segunda en la 1997/98 y ascendió de nuevo a la Premier League. En la temporada 1998/99 ni Bassett, ni Ron Atkinson pudieron evitar que el Forest fuera colista durante gran parte de la temporada y abandonara de nuevo la Premier.
En su regreso a la First Division el Nottingham anduvo por los puestos medios bajos durante unas temporadas hasta que en la 2002/03, con Paul Hart como entrenador, logra clasificarse para el play-off de ascenso. En las semifinales se enfrentó al Sheffield United y tras el empate a 1 en Nottingham estuvo cerca de eliminarlo en el partido de vuelta, pero perdió por 4-3. En la temporada 2004/05 desciende a la League One tras una nefasta planificación, convirtiéndose así en el primer equipo campeón de Europa en jugar en la Tercera División de su país.
En la League One es Gary Megson el encargado de intentar llevar de nuevo al Forest al Championship, pero fracasa al quedar séptimo, fuera de la eliminatoria. Para la siguiente temporada se nombra entrenador al escocés Colin Calderwood y bajo su batuta el Nottingham Forest se clasifica para el play-off como cuarto En las semifinales se ve con el modesto Yeovil Town, al que vence por 0-2 en su casa. El partido en el City Ground se torna en una auténtica pesadilla. Pese a la derrota 1-2 en el minuto 82 el Forest estaba clasificado, pero en el minuto 87 el Yeovil Town hizo el 1-3 que empataba la eliminatoria. Un nuevo gol del Yeovil en el descuento puso el 1-4, pero el Forest forzó la prórroga en el último suspiro con el 2-4. En la prórroga, con 10, el Nottingham Forest cayó por 2-5 y se quedaba un año más en el pozo de la League One. La temporada 2007/08 ascendió al Championship como segundo tras los galeses del Swansea City.

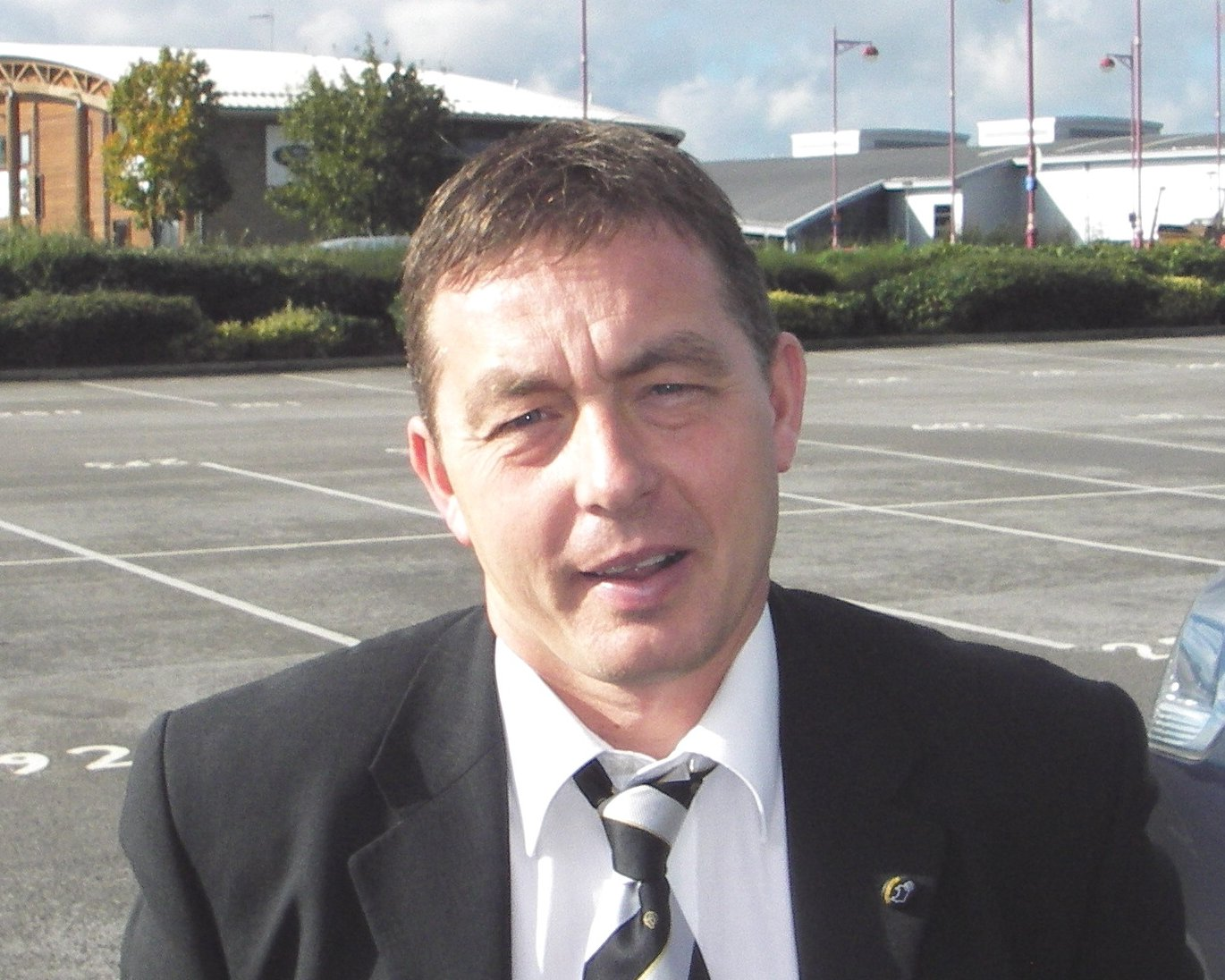
Billy Davies, entrenador de 2009 a 2011.

El regreso a Segunda no fue fácil y la primera vuelta el equipo estuvo en puestos de descenso, lo que propició la destitución de Calderwood, que fue reemplazado por Billy Davies. Con Davies el Nottingham salvó la categoría, aunque con algún que otro apuro. La temporada 2009/10 fue muy buena, el Nottingham preparó un gran equipo con jugadores como Robert Earnshaw, Lee Camp (elegido mejor portero del año) o Radoslaw Majewski. Gracias a una racha de 19 jornadas sin perder se colocó segundo en la tabla, tras el Newcastle United. Sin embargo no aguantó el ritmo del Newcastle United y el West Bromwich Albion y finalizó la liga tercero En el play-off se enfrentaría al Blackpool FC, que se había metido en el play-off en la última jornada. En Bloomfield Road cayó derrotado por 2-1 pese a ponerse por delante en el marcador y en la vuelta cae por 3-4, esfumándose así los sueños de ascenso.

La temporada 2010/11 comienza con el objetivo de la eliminatoria y, pasada la mitad del campeonato, el Forest es uno de los candidatos a uno de los dos puestos de ascenso directo. Tras ganar el 29 de diciembre al Derby County por 5-2 completa el año 2010 sin perder ningún partido de liga en el City Ground. Sin embargo una racha de 9 partidos sin ganar en marzo y abril de 2011 lo deja fuera de posiciones de promoción. Tras 4 victorias seguidas en las últimas jornadas y el descalabro del Leeds United consigue acceder a la última plaza de play-off. En semifinales se enfrenta al Swansea City, tras el empate a 0 en Nottingham todo queda abierto para la vuelta en Gales. En el Liberty Stadium de Swansea el Forest cae por 3-1 y queda fuera de la eliminatoria. El 12 de junio el Forest anuncia que Billy Davies no seguirá como entrenador y que está en negociaciones con Steve McClaren. Al día siguiente se confirma al ex-seleccionador nacional como entrenador. Con Cotterill el Forest no consigue remontar el vuelo y continúa hundido en la zona de descenso. El 4 de febrero de 2012 el propietario del club desde hacía 13 años, Nigel Doughty, es encontrado muerto en su casa por causas naturales. En los dos últimos meses de competición el equipo logra remontar el vuelo y logra la salvación.
Terminada la temporada los hijos de Nigel Doughty comienza a buscar un comprador para el club, ya que ellos no quieren continuar con el club tras la muerte de su padre. El 29 de junio el club confirma que está muy próximo el acuerdo con el kuwaití Fawaz Al-Hasawi y su familia para la venta. El 10 de julio se completa el traspaso del club y se oficializa por ambas partes. El 12 de julio el entrenador Steve Cotterill es despedido. El 19 de julio el irlandés Sean O'Driscoll es nombrado entrenador.